# 大普濟爾基
49°54′44″N 26°55′23″E / 49.91222°N 26.92306°E
大普濟爾基（烏克蘭語：Великі Пузирки），是烏克蘭西部的村莊，隸屬赫梅利尼茨基州的舍佩蒂夫卡區。該村面積2.61平方公里，海拔高度273米，2001年人口483。